# Shaanxinus rufus
Shaanxinus rufus là một loài nhện trong họ Linyphiidae.
Loài này thuộc chi Shaanxinus. Shaanxinus rufus được Andrei V. Tanasevitch miêu tả năm 2006.